# 고려 십육나한도(제7 가리가존자)
고려 십육나한도(제7 가리가존자)(高麗 十六羅漢圖(第七 迦理迦尊者))는 부산광역시 수영구에 있는 고려시대의 나한도이다. 2016년 1월 7일 대한민국의 보물 제1882-1호로 지정되었다.

## 개요
이 나한도는 16나한도 중 제7 존자인 가리가존자를 표현한 것으로, 의자에 앉아 고요하게 사색하는 이국적인 모습의 수행자를 수묵담채로 담담하게 담아내었는데, 바위와 수목을 배경으로 하는 고려 오백나한도와 확연히 구분되는 도상적 특징이다. 이 작품은 국토의 태평, 국왕의 장수 등을 발원하며 병신년에 그려진 것인데, 필선과 색채, 표현방식 등에서 1235년에서 1236년 사이에 제작된 고려 나한도와 거의 같은 내용과 형식을 갖추고 있다. 따라서 이 작품의 제작시기인 丙申年은 1236년으로, 다른 나한도와 마찬가지로 동량(棟梁) 김의인(金義仁) 등 무인들의 주도 하에 제작된 것임을 알 수 있다. 특히 이 불화가 제작될 당시는 몽고의 병란이 있었던 국가적 위기의 상황으로, 국난 시 크게 베풀어졌던 나한신앙과 직접적으로 연관되어 제작된 사례로 그 역사적 의의가 있다. 이 불화는 고려시대 제작된 나한도와 16나한도 중 몇 안 되는 작품 중 하나이며, 16나한도로서는 국립중앙박물관의 제15 아벌다존자와 이 작품이 유일하다. 현존하는 고려불화 중 13세기에 제작된 불화는 매우 드물고 특히 16나한도는 그 예가 거의 없어, 이 작품은 고려시대 16나한 신앙을 보여주는 중요한 예라고 할 수 있다.

## 참고 자료
- 고려 십육나한도(제7 가리가존자) - 국가유산청 국가유산포털